# Watanabe Satoshi
Satoshi Watanabe (sinh ngày 8 tháng 6 năm 1982) là một cầu thủ bóng đá người Nhật Bản.

## Sự nghiệp câu lạc bộ
Satoshi Watanabe đã từng chơi cho Yokohama FC.